# Serie A 2021/2022
Soutěžní ročník Serie A 2021/22 byl 120. ročník nejvyšší italské fotbalové ligy a 90. ročník od založení Serie A. Soutěž začala 21. srpna 2021 a skončila 22. května 2022. Účastnilo se jí opět 20 týmů, z toho 17 se kvalifikovalo z minulého ročníku. Poslední tři týmy předchozího ročníku, jimiž byly Benevento Calcio, FC Crotone a poslední tým ročníku - Parma Calcio 1913, sestoupily do druhé ligy. Opačným směrem putovaly Empoli FC (vítěz druhé ligy), US Salernitana 1919 a Benátky FC která po obsazení 5. místa v ligové tabulce zvítězila v play-off. Klub US Salernitana 1919 se do nejvyšší ligy vrátila po 22 letech a klub Benátky FC po 19 letech.
Titul v soutěži obhajoval FC Inter Milán, který v minulém ročníku získal již 19. prvenství v soutěži a přerušil 9leté nadvlády Juventusu.

## Přestupy hráčů
| Jméno            | odkud            | kam                    | cena            |  |
| ---------------- | ---------------- | ---------------------- | --------------- |  |
| Romelu Lukaku    | FC Inter Milán   | Chelsea FC             | 113 000 000 eur |  |
| Achraf Hakimi    | FC Inter Milán   | Paris Saint-Germain FC | 66 500 000 eur  |  |
| Tammy Abraham    | Chelsea FC       | AS Řím                 | 40 000 000 eur  |  |
| Rodrigo de Paul  | Udinese Calcio   | Atlético Madrid        | 35 000 000 eur  |  |
| Fikayo Tomori    | Chelsea FC       | AC Milán               | 28 800 000 eur  |  |
| Marash Kumbulla  | Hellas Verona FC | AS Řím                 | 26 500 000 eur  |  |
| Nicolás González | VfB Stuttgart    | ACF Fiorentina         | 24 500 000 eur  |  |
| Matteo Politano  | FC Inter Milán   | SSC Neapol             | 21 000 000 eur  |  |
| Weston McKennie  | FC Schalke 04    | Juventus FC            | 20 500 000 eur  |  |
| Juan Musso       | Udinese Calcio   | Atalanta BC            | 20 000 000 eur  |  |

## Složení ligy v tomto ročníku
| Klub                | Město     | Stadión                             | Kapacita | Trenér | 2020/21          |
| ------------------- | --------- | ----------------------------------- | -------- | --- | ---------------- |
| Benátky FC          | Benátky   | Pier Luigi Penzo                    | 7 300    | Paolo Zanetti (do 34. kola) Andrea Soncin                                                                    | Serie B          |
| Atalanta BC         | Bergamo   | Gewiss Stadium                      | 21 300   | Gian Piero Gasperini                                                                                         | Bronzová medaile |
| Bologna FC 1909     | Bologna   | Renato Dall'Ara                     | 36 400   | Siniša Mihajlović                                                                                            | 12.              |
| Cagliari Calcio     | Cagliari  | Sardegna Arena                      | 16 400   | Leonardo Semplici (do 3. kola) Walter Mazzarri (do 35. kola) Alessandro Agostini                             | 16.              |
| Empoli FC           | Empoli    | Carlo Castellani                    | 16 280   | Aurelio Andreazzoli                                                                                          | Serie B          |
| ACF Fiorentina      | Florencie | Artemio Franchi                     | 43 147   | Vincenzo Italiano                                                                                            | 13.              |
| Janov CFC           | Janov     | Luigi Ferraris                      | 36 600   | Davide Ballardini (do 12. kola) Andrij Ševčenko (do 21. kola) Abdoulay Konko (do 22. kola) Alexander Blessin | 11.              |
| UC Sampdoria        | Janov     | Luigi Ferraris                      | 36 600   | Roberto D'Aversa (do 22. kola) Marco Giampaolo                                                               | 9.               |
| AC Milán            | Milán     | Giuseppe Meazza                     | 78 270   | Stefano Pioli                                                                                                | Stříbrná medaile |
| FC Inter Milán      | Milán     | Giuseppe Meazza                     | 78 270   | Simone Inzaghi                                                                                               |                  |
| SSC Neapol          | Neapol    | Diego Armando Maradona              | 55 000   | Luciano Spalletti                                                                                            | 5.               |
| AS Řím              | Řím       | Olimpico                            | 70 634   | José Mourinho                                                                                                | 7.               |
| SS Lazio            | Řím       | Olimpico                            | 70 634   | Maurizio Sarri                                                                                               | 6.               |
| US Salernitana 1919 | Salerno   | Arechi                              | 37 180   | Fabrizio Castori (do 8. kola) Stefano Colantuono (do 25. kola) Davide Nicola                                 | Serie B          |
| US Sassuolo Calcio  | Sassuolo  | Mapei Stadium - Città del Tricolore | 21 500   | Alessio Dionisi                                                                                              | 8.               |
| Spezia Calcio       | La Spezia | Orogel Stadium-Dino Manuzzi         | 20 190   | Thiago Motta                                                                                                 | 15.              |
| Turín FC            | Turín     | Olimpico Grande Torino              | 28 100   | Ivan Jurić                                                                                                   | 17.              |
| Juventus FC         | Turín     | Allianz Stadium                     | 41 507   | Massimiliano Allegri                                                                                         | 4.               |
| Udinese Calcio      | Udine     | Friuli - Dacia Arena                | 25 144   | Luca Gotti (do 16. kola) Gabriele Cioffi                                                                     | 14.              |
| Hellas Verona FC    | Verona    | Marc'Antonio Bentegodi              | 39 000   | Eusebio Di Francesco (do 3. kola) Igor Tudor                                                                 | 10.              |

## Tabulka
| Poř. | Tým                 | Z  | V  | R  | P  | VG | OG | B  |
| ---- | ------------------- | -- | -- | -- | -- | -- | -- | -- |
| 1.   | AC Milán            | 38 | 28 | 8  | 4  | 69 | 31 | 86 |
| 2.   | FC Inter Milán      | 38 | 25 | 9  | 4  | 84 | 32 | 84 |
| 3.   | SSC Neapol          | 38 | 24 | 7  | 7  | 74 | 31 | 79 |
| 4.   | Juventus FC         | 38 | 20 | 10 | 8  | 57 | 37 | 70 |
| 5.   | SS Lazio            | 38 | 18 | 10 | 10 | 77 | 58 | 64 |
| 6.   | AS Řím              | 38 | 18 | 9  | 11 | 59 | 43 | 63 |
| 7.   | ACF Fiorentina      | 38 | 19 | 5  | 14 | 59 | 51 | 62 |
| 8.   | Atalanta BC         | 38 | 16 | 11 | 11 | 65 | 48 | 59 |
| 9.   | Hellas Verona FC    | 38 | 14 | 11 | 13 | 65 | 59 | 53 |
| 10.  | Turín FC            | 38 | 13 | 11 | 14 | 46 | 41 | 50 |
| 11.  | US Sassuolo Calcio  | 38 | 13 | 11 | 14 | 46 | 41 | 50 |
| 12.  | Udinese Calcio      | 38 | 11 | 14 | 13 | 61 | 58 | 47 |
| 13.  | Bologna FC 1909     | 38 | 12 | 10 | 16 | 44 | 55 | 46 |
| 14.  | Empoli FC           | 38 | 10 | 11 | 17 | 50 | 70 | 41 |
| 15.  | UC Sampdoria        | 38 | 10 | 6  | 22 | 46 | 63 | 36 |
| 16.  | Spezia Calcio       | 38 | 10 | 6  | 22 | 41 | 71 | 36 |
| 17.  | US Salernitana 1919 | 38 | 7  | 10 | 21 | 33 | 78 | 31 |
| 18.  | Cagliari Calcio     | 38 | 6  | 12 | 20 | 34 | 68 | 30 |
| 19.  | Janov CFC           | 38 | 4  | 16 | 18 | 27 | 60 | 28 |
| 20.  | Benátky FC          | 38 | 6  | 9  | 23 | 34 | 69 | 27 |

Poznámky
- Z = Odehrané zápasy; V = Vítězství; R = Remízy; P = Prohry; VG = Vstřelené góly; OG = Obdržené góly; B = Body

|  | Mistr ligy a přímý postup do Ligy mistrů 2022/23 |
|  | Přímý postup do Ligy mistrů 2022/23              |
|  | Přímý postup do Evropské ligy UEFA 2022/23       |
|  | Postup do předkola Evropské ligy UEFA 2022/23    |
|  | Sestup do Serie B 2022/23                        |

## Střelecká listina
| P. | Nár       | Hráč              | Tým                        | Branky |
| -- | --------- | ----------------- | -------------------------- | ------ |
| 1. | Itálie    | Ciro Immobile     | SS Lazio                   | 27     |
| 2. | Srbsko    | Dušan Vlahović    | ACF Fiorentina+Juventus FC | 24     |
| 3. | Argentina | Lautaro Martínez  | FC Inter Milán             | 21     |
| 4. | Argentina | Giovanni Simeone  | Hellas Verona FC           | 17     |
| 4. | Anglie    | Tammy Abraham     | AS Řím                     | 17     |
| 6. | Itálie    | Gianluca Scamacca | US Sassuolo Calcio         | 16     |
| 7. | Itálie    | Domenico Berardi  | US Sassuolo Calcio         | 15     |
| 8. | Nigérie   | Victor Osimhen    | SSC Neapol                 | 14     |
| 8. | Rakousko  | Marko Arnautović  | Bologna FC 1909            | 14     |

## Vítěz
| Serie A 2021/22 AC Milán (19. titul) |